# GWR Bogie Class
(GWR) Bogie Class тип пассажирских танк-паровозов с осевой формулой 2-2-0 брюнелевской колеи 7 ф. 1/4 д. (2140 мм) Большой западной железной дороги. Первые два паровоза были приняты в эксплуатацию в августе-сентябре 1849 года, остальные — с октября 1854 по март 1855 года. С октября 1871-го по 1873 год все паровозы этого типа, кроме одного, были списаны, последний доработал до декабря 1880 года.

## «Корсар» и «Бриганд»
Первые два паровоза этого типа были построены на заводе GWR в Суиндоне в 1849 году для вождения поездов по крутым уклонам и кривым малого радиуса на железной дороге Южного Девона, которая обслуживалась паровозами GWR. Рама этих паровозов от заднего буферного бруса простиралась вперёд только до кромок передних ведущих колёс (безребордных для лучшего вписывания в кривые), а передняя часть барабана котла опиралась непосредственно на бегунковую тележку через шаровой шарнир. Первые паровозы были снабжены рельсовым тормозом между ведущими колёсами, от которого вскоре отказались в пользу обычного колодочного тормоза, действовавшего на одну движущую колёсную пару. С 1851 года компания железной дороги Южного Девона выбрала для тяги другие 2-2-0 паровозы с седельным танком по проекту Гуча, выпускаемые заводом Messrs Evans and Geach, поэтому Bogie Class перевели на другие участки сети GWR, а в 1855 году заводом R and W Hawthorn для GWR были построены дополнительные 13 паровозов.

## Список паровозов
| Построен | Списан | Название | Завод    | Примечания                                                                                             |
| -------- | ------ | -------- | -------- | --- |
| 1849     | 1873   | Бриганд  | GWR      | После списания продан Edwards & Suter, но в итоге всё равно был разрезан в лом в 1878 году в Суиндоне. |
| 1849     | 1873   | Корсар   | GWR      | По списании продан угольной шахте Cilely в Тонирефейле.                                                |
| 1855     | 1871   | Еврипид  | Hawthorn | |
| 1855     | 1872   | Гесиод   | Hawthorn | |
| 1854     | 1873   | Гомер    | Hawthorn | |
| 1854     | 1880   | Гораций  | Hawthorn | |
| 1854     | 1873   | Ювенал   | Hawthorn | В 1874 году продан Dobson, Brown & Adams.                                                              |
| 1855     | 1872   | Лукан    | Hawthorn | |
| 1854     | 1872   | Лукреций | Hawthorn | |
| 1854     | 1873   | Овидий   | Hawthorn | |
| 1854     | 1873   | Сапфо    | Hawthorn | Продан Staveley Coal and Iron Company в 1874 году.                                                     |
| 1854     | 1872   | Сенека   | Hawthorn | |
| 1855     | 1871   | Стаций   | Hawthorn | |
| 1854     | 1873   | Феокрит  | Hawthorn | Продан Staveley Coal and Iron Company в 1874 году.                                                     |
| 1854     | 1873   | Вергилий | Hawthorn | |